# 氷見市立南部中学校
氷見市立南部中学校（ひみしりつ なんぶちゅうがっこう）は、富山県氷見市にある市立中学校。

## 特色
- 氷見市立朝日丘小学校と併設されており[2]、グラウンドや家庭科室などは共有である。
- 校区内には富山県立氷見高等学校もある。

## 沿革
- 1947年 - 創立
- 1965年 - 十二町中学校と統合
- 2012年 - 新校舎に移転
- 2013年3月21日 - 氷見市立朝日丘小学校と共有の校舎の完工式[3]。

## 通学区域
朝日丘小、十二町小の通学区域

## 周辺
- 国道160号
- 朝日山公園
- 氷見市ふれあいスポーツセンター
- 富山県立氷見高等学校
- 氷見駅

## 著名な出身者
- 早船愛子（女子ハンドボール選手）
- 浦野雄平（陸上選手)